# Jourdan-Ullmann-Reaktion
Die Jourdan-Ullmann-Reaktion ist eine Namensreaktion der organischen Chemie, bei der ein Arylhalogenid unter Kupferkatalyse mit einem Anilin oder Anilinderivat zu einem Diarylamin umgesetzt wird. Die Reaktion wurde erstmals 1885 von Friedrich Jourdan beschrieben und ab 1902 von Fritz Ullmann und seiner Assistentin und späteren Ehefrau Irma Goldberg erweitert.
Die Reaktion wird auch als Ullmann-Reaktion, Ullmann-Kondensation oder Ullmann-Goldberg-Kondensation bezeichnet.

## Reaktion
Die Reaktivität der Arylhalogenide bei der Jourdan-Ullmann-Reaktion wird durch elektronenziehende Substituenten erhöht, wobei die Reaktivität der Halogenide in der Reihe I > Br > Cl > F abnimmt. Die Reaktion wird durch elementares Kupfer in Gegenwart von Sauerstoff, aber auch durch Kupfersalze, wie Kupfer(II)-acetat und Kupfer(I)-iodid katalysiert. Entscheidend ist die Gegenwart einer Base, wie z. B. Kaliumcarbonat, um den entstehenden Halogenwasserstoff zu neutralisieren. Die Reaktion kann sowohl in hochsiedenden aprotischen Lösungsmitteln (z. B. Nitrobenzol, DMSO) als auch in Wasser durchgeführt werden.

## Reaktionsmechanismus
Ein möglicher Reaktionsmechanismus für die Jourdan-Ullmann-Reaktion ist eine nukleophile aromatische Substitution des Halogens durch das aromatische Amin:
Alternativ wird auch ein Prozess über ein freies Radikal, das durch die reduktive Dehalogenierung des Arylhalogenids mit Kupfer entsteht, diskutiert.

## Anwendung
Anwendung findet die Jourdan-Ullmann-Reaktion bei der Synthese von Acridon. Im ersten Schritt werden Anthranilsäure und Brombenzol in Gegenwart von Kupfer und Kaliumcarbonat zur Phenylanthranilsäure kondensiert. Die Phenylanthranilsäure cyclisiert mit Schwefelsäure zu Acridon.
Die Jourdan-Ullmann-Reaktion ist die wichtigste industrielle Methode, um Arylamino-Substituenten in das Anthrachinon-Gerüst einzuführen. Dies ist der zentrale Reaktionsschritt bei der Produktion vieler blauer und grüner Direktfarbstoffe, Säurefarbstoffe und Reaktivfarbstoffe ausgehend von der Bromaminsäure (1-Amino-4-brom-9,10-anthrachinon-2-sulfonsäure).
Beispiel: Synthese von C.I. Acid Blue 25 durch Umsetzung von Bromaminsäure mit Anilin

## Verwandte Reaktionen
- Synthese von Diarylether durch Umsetzung von Arylhalogeniden mit Phenolen unter Kupferkatalyse (Ullmann-Diarylethersynthese)
- Synthese von Biarylen aus Arylhalogeniden unter Kupferkatalyse (Ullmann-Reaktion)